# Walterson
Walterson Silva (São Gotardo, 28 dicembre 1994) è un calciatore brasiliano, attaccante dell'Ituano.

## Caratteristiche tecniche
È un'ala sinistra.

## Palmarès

### Club

#### Competizioni statali
- Copa Paulista: 1

São Bernardo: 2013
- Campionato paulista: 1

Santos: 2016
- Campionato Catarinense: 1

Figueirense: 2018

#### Competizioni nazionali
- Segunda Liga: 1

Moreirense: 2022-2023